# Anna Bay
Anny Bay är en stad (town) och förort i Port Stephens Council i New South Wales i Australien. Folkmängden uppgick till 5 429 (varav 3 726 i stan) år 2011.

### Befolkningsutvecklingskällor

#### Förort
- Australian Bureau of Statistics. ”2006 Census QuickStats : Anna Bay (State Suburb)” (på engelska). http://www.censusdata.abs.gov.au/ABSNavigation/prenav/ProductSelect?newproducttype=QuickStats&btnSelectProduct=View+QuickStats+%3E&collection=Census&period=2006&areacode=SSC16061&geography=&method=&productlabel=&producttype=&topic=&navmapdisplayed=true&javascript=true&breadcrumb=LP&topholder=0&leftholder=0&currentaction=201&action=401&textversion=false. Läst 5 april 2012.
- Australian Bureau of Statistics. ”2011 Census QuickStats: Anna Bay” (på engelska). http://www.censusdata.abs.gov.au/census_services/getproduct/census/2011/quickstat/106031119?opendocument&navpos=220. Läst 3 augusti 2012.

#### Tätort
- Australian Bureau of Statistics. ”2001 Census QuickStats : Anna Bay (Urban Centre/Locality)” (på engelska). http://www.censusdata.abs.gov.au/ABSNavigation/prenav/ProductSelect?newproducttype=QuickStats&btnSelectProduct=View+QuickStats+%3E&collection=Census&period=2001&areacode=UCL101200&geography=&method=&productlabel=&producttype=&topic=&navmapdisplayed=true&javascript=true&breadcrumb=LP&topholder=0&leftholder=0&currentaction=201&action=401&textversion=false. Läst 3 augusti 2012.
- Australian Bureau of Statistics. ”2006 Census QuickStats : Anna Bay (Urban Centre/Locality)” (på engelska). http://www.censusdata.abs.gov.au/ABSNavigation/prenav/ProductSelect?newproducttype=QuickStats&btnSelectProduct=View+QuickStats+%3E&collection=Census&period=2006&areacode=UCL101200&geography=&method=&productlabel=&producttype=&topic=&navmapdisplayed=true&javascript=true&breadcrumb=LP&topholder=0&leftholder=0&currentaction=201&action=401&textversion=false. Läst 5 april 2012.
- Australian Bureau of Statistics. ”2011 Census QuickStats: Anna Bay” (på engelska). http://www.censusdata.abs.gov.au/census_services/getproduct/census/2011/quickstat/SSC10038?opendocument&navpos=220. Läst 3 augusti 2012.